# Ortorula

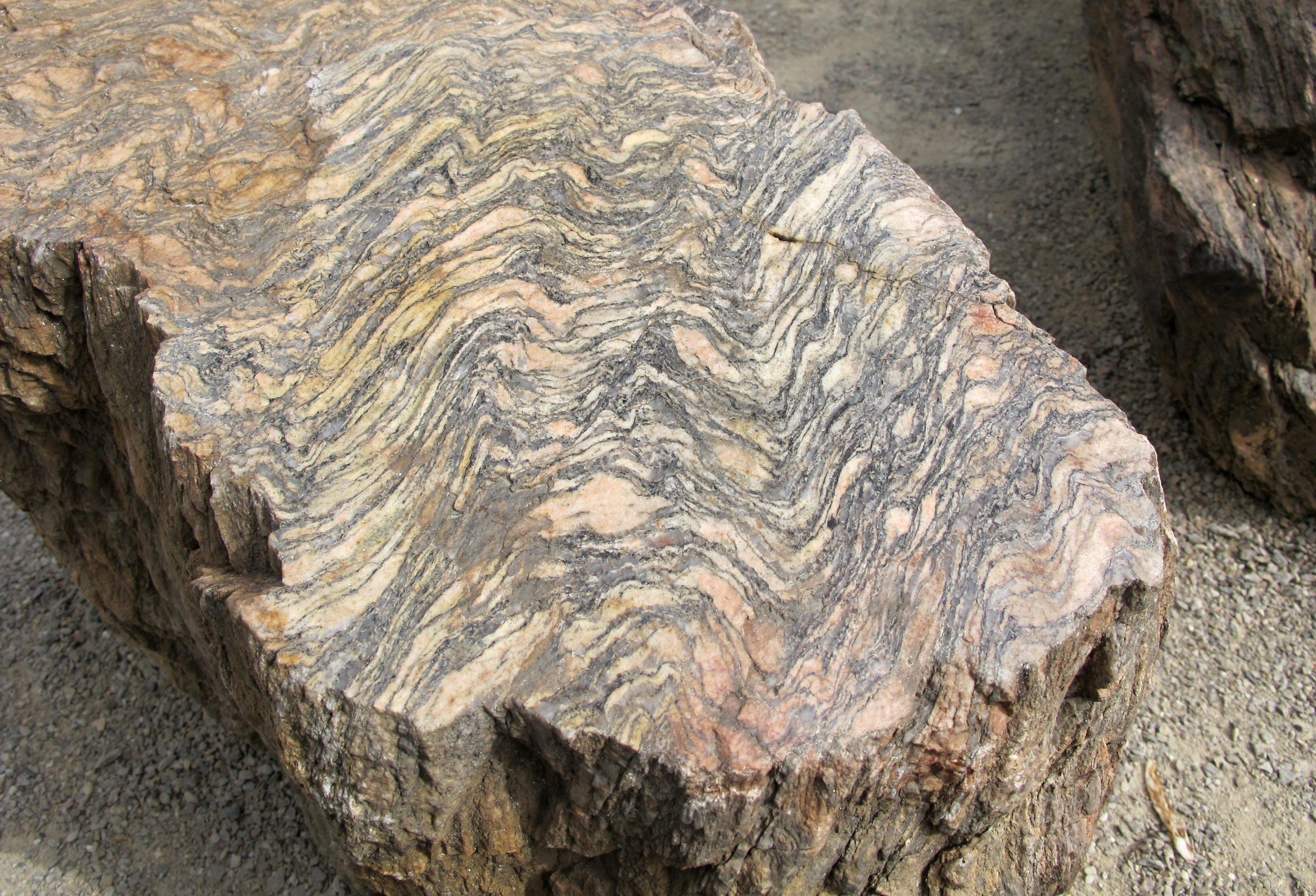
Ortorula, vzorek v geoparku v botanické zahradě na Albertově, Praha

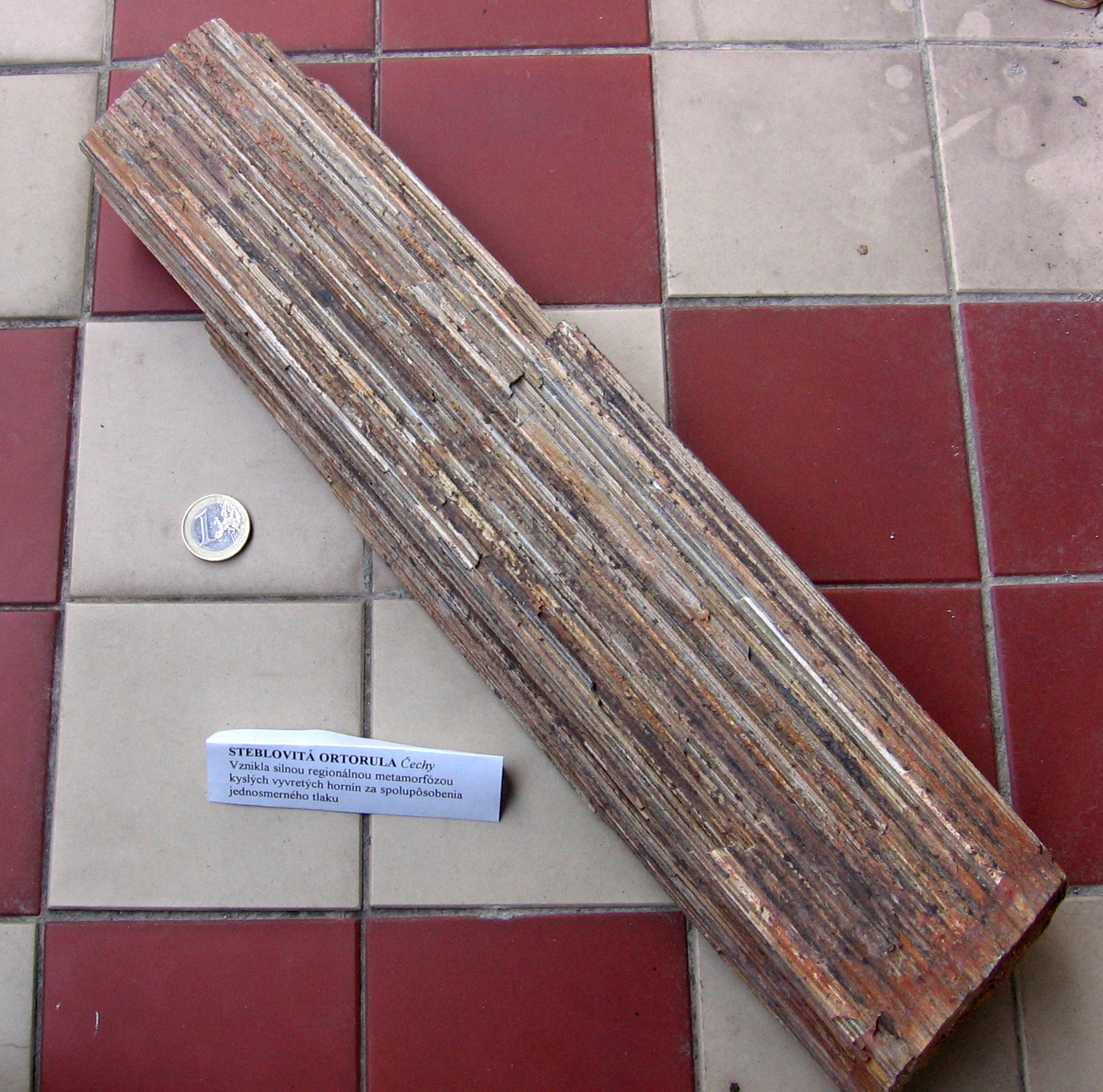
Stébelnatá ortorula, vzorek z lokality Doubravčany, obec Zásmuky, okres Kolín

Ortorula nebo řidčeji leukokratní rula je metamorfovaná hornina, která vznikla přeměnou kyselých až intermediárních vyvřelých hornin jako jsou granitoidy, granodiority, křemité diority a další, v amfibolitové facii.
Termín ortorula (orthogneiss) zavedl v roce 1891 Heinrich Rosenbusch.

## Vznik
Ortoruly vznikají více způsoby:
- jako produkt regionální metamorfózy takzvaných křemenno-živcových hornin, tedy kyselých a intermediárních protolitů v amfibolitové facii. Je součástí řady: porfyroid - ortorula - světlý granulit
- parciálním tavením pararul a usměrněním světlé složky (tzv. leukosóm) v migmatitech[2].
- synkynematickou intruzí granitů do mobilních střižných zón za vzniku usměrněné rovnoběžně plošné stavby živců a slíd[2].
- plastickou deformací živců, křemene a slíd, vznikají mylonitické ortoruly[2].

Samostatnou genetickou kategorií jsou alkalické ortoruly s vyšším obsahem modrých alkalických amfibolů (riebeckit, arfvedsonit) a pyroxenů (egirín). Ve vyšší části amfibolitové facie taktéž vznikají tzv. vysokostupňové ortoruly bez muskovitu, s převládajícím ortoklasem a aluminosilikáty (kyanit, sillimanit) a granáty.

## Vlastnosti a minerální složení
Jde o hrubo až středozrnné, výrazně břidličnaté horniny, ve kterých převládá křemen, biotit, muskovit, draselný živec, méně častý je plagioklas. Vedlejší minerály jsou granáty, kyanit, případně amfibol.

## Výskyt

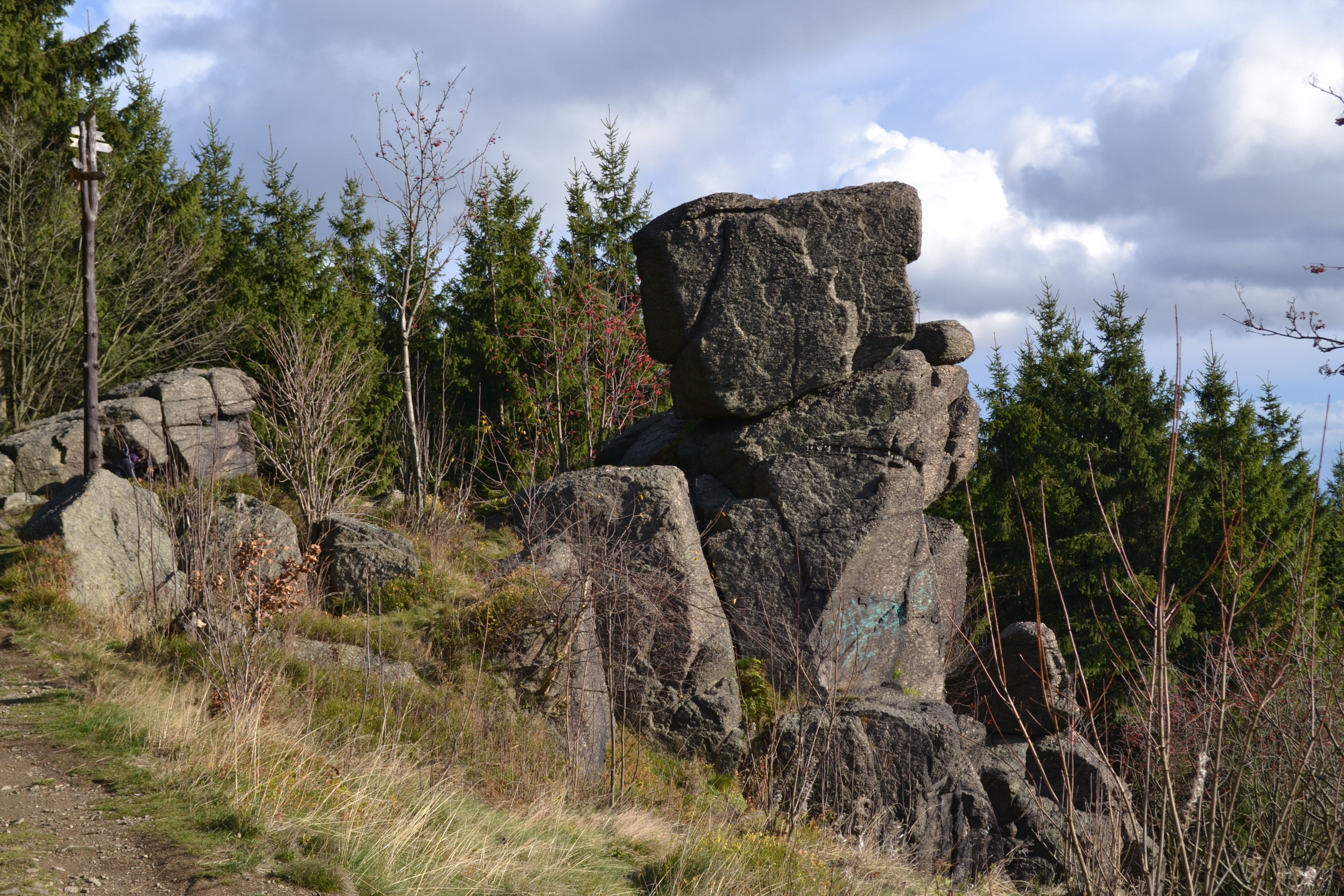
PP Sfingy u Měděnce, tvořená ortorulou

V Českém masivu se ortoruly běžně vyskytují v Krušných horách. Některé v Čechách se vyskytující ruly mají i své lokální názvy jako bítešská rula, bechyňská rula, mirotické a starosedelské, stejně jako část kouřimských rul.